# Benet Tristany i Feixas
Benet Tristany i Feixas (Ardèvol, Solsonès, 6 de març de 1794 - Solsona, 17 de maig de 1847) fou un sacerdot i militar català, mariscal de camp de les tropes partidàries del Carlisme, conegut per la seva ferocitat.

## Anys de formació
Descendia d'una família pagesa, la casa pairal de la qual era Cal Tristany, a Ardèvol (Solsonès). Fou conegut com a mossèn Benet perquè era prevere —havia estudiat a Solsona— i fou canonge de la col·legiata de Guissona i més tard de la catedral de Girona (1826).
Fou germà de reialistes i carlins i, també, oncle d'un altre dirigent carlí, Rafael Tristany i Parera, que lluità en les tres guerres civils del segle xix i arribà a ser el cap de l'exèrcit carlí en la tercera.

## Carrera militar
Durant la Guerra de la Regència d'Urgell fou un dels principals dirigents del Solsonès i del Berguedà, actuant al capdavant d'una partida reialista, amb la qual havia ocupat Solsona el 17 de maig de 1822.

### Primera Guerra Carlina
Quan va esclatar la Primera guerra carlina l'any 1833, es declarà partidari de Carles Maria Isidre de Borbó i alçà una partida que el 1836 era de 1500 homes i era una de les més actives de Catalunya.
Derrotà una columna de la legió belga al Bruc el març del 1836 i la columna de Francisco Antonio de Oliver, coronel de la segona brigada de tiradors de Màlaga, francs i nacionals, a la batalla de la Panadella entre la Panadella i els Hostalets, prop de Cervera, el 18 de febrer de 1837. Hi morí el cap i la batalla va acabar amb la captura de més de 700 homes, dels quals mossèn Benet en feu afusellar entre 280 i 300. Aquest acte va ser reprovat pel comandament carlí, que havia iniciat els contactes amb el cap cristí Ramon Meer, baró de Meer, per aplicar el conveni d'Elliot a Catalunya.
El 1837 assetjà Solsona, on hi penetrà la nit del 21 al 22 d'abril amb ajut de l'interior. La ciutat es convertiria en la capital del carlisme català fins que la Junta passà a Berga el mes de juliol del 1837. Les tropes isabelines del general Ramon de Meer aconseguiren alliberar els assetjats liberals, però no van mantenir la ciutat. Els isabelins no pogueren recuperar la ciutat fins gairebé un any més tard, i encara en estranyes circumstàncies, per tal com la coordinació interna carlina va ser manipulada per derrotar el nou cap militar carlí, el comte d'Espanya.
Mentre l'Expedició Reial entrava al Principat el 29 de juny del 1837, Mossèn Benet, al capdavant de 3.500 infants i 100 cavalls, feu una incursió pel Baix Llobregat. Poc després fou ascendit al grau de mariscal de camp i pel setembre fou nomenat segon cap carlí de Catalunya, a les ordres del capità general Antonio Urbiztondo. Tot seguit dirigí una incursió per l'Empordà que alguns historiadors liberals han qualificat de vandàlica.
Quan va ser destituït Urbiztondo, Tristany deixà el comandament directe de tropes. Va ser agregat al quarter general del pretendent (1838). Tornà a Catalunya cap a la fi del 1839 i passà al Maestrat, on s'uní a Cabrera. Quan aquest passà a França, intentà endebades de prolongar la guerra. Finalment, també marxà a l'exili.

### Segona Guerra Carlina
El 1846 tornà de l'exili, aplegà gent i reprengué la lluita. El seu aixecament a Solsona el setembre de 1846, al capdavant de 300 homes, va marcar l'inici de la Segona Guerra Carlina segons alguns historiadors, mentre que altres refereixen l'inici al 16 de febrer del 1847, quan va entrar a Cervera per a aconseguir fons i munició. Ocupà Guissona, Vicfred i Calaf i parà una emboscada al coronel Manzano a l'interior de Terrassa.

## Derrota i afusellament
Mossèn Benet va ser derrotat pel coronel Antoni Baixeras a Santpedor i Súria i fet presoner, per traïció, prop de Llanera, a la Segarra. Va ser afusellat pels Mossos d'Esquadra el 17 de maig del 1847 al firal de Solsona, d'esquena i juntament amb els seus companys de revolta: mossèn Josep Rossell d'Àger i Valeri Roca de l'Aranyó, gendre i ajudant de camp del Ros d'Eroles, el qual havia estat assassinat a la baioneta, estant malalt i ferit, el dia abans.